# Michael Banzhaf (Tänzer)
Michael Banzhaf (* 5. Februar 1978 in Friedrichshafen) ist ein deutscher  Balletttänzer. Er ist Berliner Kammertänzer und war zwischen 1998 und 2017 Solotänzer beim Staatsballett Berlin.

## Leben
Michael Banzhaf wuchs in Meersburg am Bodensee auf. In seiner Jugend war er ein Leichtathlet, was ihn über Umwege zu seinem ersten Ballettunterricht 1994 in Ravensburg führte. 1995 begann er seine professionelle Ballettausbildung an der Heinz-Bosl-Stiftung / Ballettakademie München unter Konstanze Vernon. Nach Abschluss seines Diploms an der Hochschule für Musik München wurde er 1998 direkt an das Ballett der Deutschen Staatsoper in Berlin engagiert. Von hier aus begann er seine Ballettkarriere in Berlin.
Nach Gründung des Staatsballetts Berlin ernannte ihn der Intendant Vladimir Malakhov   2005 zum Solisten.
Er tanzte zahlreiche Titelpartien des klassischen und zeitgenössischen Repertoires der drei Berliner Opernhäuser und Choreographen kreierten Ballette für ihn.
In der Wiederaufnahme von Bejarts Meisterwerk „Ring um den Ring“ des Staatsballett Berlin, besetzte ihn Maurice Bejart 2004 mit dem Siegfried.
Ferner tanzte er die Titelpartie in Uwe Scholz’ „Feuervogel“, Boris Eifmans „Tschaikowsky“ und Mauro Bigonzettis „Caravaggio“. Choreographen wie George Balanchine, John Cranko, Willem Forsythe, Peter Schafuss und Gerome Robbins sind ebenso in seinem Repertoire zu finden wie Patrice Bart, Christian Spuck, Nacho Duato, Giorgio Madia, Itzik Galili und Angelin Preljocaj.
Besonders seine dramatischen Rollen in Handlungsballetten führten dazu, dass ihn die Berliner Theatergemeinde 2007 mit dem Daphne-Preis für seine herausragenden darstellerischen Leistungen auszeichnete.
Er war Gast in internationalen Opernhäusern, unter anderem nahm er 2007, gemeinsam mit Polina Semionova, an John Neumeiers „Nijinsky-Gala“ in Hamburg teil. Gastspiele führten ihn nach Russland, Japan, China, Frankreich, Griechenland, Italien, in die Schweiz und nach Mexico. Er nahm an Fernsehaufzeichnungen und DVD-Produktionen teil.
Seine Partnerinnen auf der Bühne waren unter anderen Nadja Saidakova, Shoko Nakamura, Polina Semionova, Beatrice Knop, Diana Vishneva, Iana Salenko und Elisa Carillo Cabrera. 2017 wurde ihm vom Berliner Senat für seine künstlerischen Errungenschaften der Ehrentitel „Berliner Kammertänzer“ verliehen.
Am 1. März 2017 verabschiedete sich Michael Banzhaf nach 19 Jahren mit einer Abschiedsvorstellung an der Komischen Oper Berlin von seinem Berliner Publikum.

## Rollen
Schwanensee (Bart) – Benno von Sommerstein (1999)
Mozart
Klavierkonzert (Scholz) – Männersolo (2000)
Schumann 2. Symphonie (Scholz) – Solopaar (2000)
Nussknacker (Bart) – Prinz (2000)
Sacre du printemps (Preljocaj) – Ensemble (2001)
Romeo und Julia (Bart) – Mercutio (2002)
Feuervogel (Scholz) – Titelpartie (2003)
Ballett Imperial (Balanchine) – Pas de trois (2003)
Without Words (Duato) – Solopaar (2003)
Onegin (Cranko) – Lenski (2004)
Cinderella (Malakhov) – böse Stiefschwester (2004)
Ring um den Ring (Bejart) – Siegfried (2004)
Serenade (Balanchine) – Solopaar (2005)
Dornröschen (Malakhov) – Carabosse (2005)
The Second Detail (Forsythe) – Ensemble (2006)
Tschaikowsky (Eifman) – Titelpartie (2006)
The Concert (Robbins) – shy boy (2006)
Caravaggio (Bigonzetti) – Titelpartie/Solopaar (2008)
La Sylphide (Schaufuss) – Madge (2008)
In the middle (Forsythe) – Pas de deux (2008)
The Sofa (Galili) (2008)
Courting the invisible (Gates) – Solopaar (2008)
Schneewittchen (Preljocaj) – Prinz (2009)
La Bayadere (Malakhov) – Bramin (2010)
La Esmeralda (Burlaka) – Claude Frollo (2011)
Oz (Madia) – the Wizzard (2011)
Herman Schmerman (Forsythe) – Pas de deux (2012)
The Open Square (Galilli) – Sprechrolle (2012)
Romeo und Julia (Cranko) – Garf Paris (2012)
Nussknacker (Burlaka) – Drosselmeyer (2013)
Don Juan (Madia) – Diavolo (2014)
Multiplicity (Duato) – Titelpartie/Bach (2015)
Dornröschen (Duato) – Carabosse (2016)
Abschiedsvorstellung – Multiplicity (Duato) – 1. März 2017